# Tenaha (Texas)
Tenaha es un pueblo ubicado en el condado de Shelby en el estado estadounidense de Texas. En el Censo de 2010 tenía una población de 1160 habitantes y una densidad poblacional de 119,08 personas por km².

## Geografía
Tenaha se encuentra ubicado en las coordenadas 31°56′37″N 94°14′45″O / 31.94361, -94.24583. Según la Oficina del Censo de los Estados Unidos, Tenaha tiene una superficie total de 9.74 km², de la cual 9.7 km² corresponden a tierra firme y (0.45%) 0.04 km² es agua.

## Demografía
Según el censo de 2010, había 1160 personas residiendo en Tenaha. La densidad de población era de 119,08 hab./km². De los 1160 habitantes, Tenaha estaba compuesto por el 39.57% blancos, el 37.93% eran afroamericanos, el 0.26% eran amerindios, el 0.43% eran asiáticos, el 0% eran isleños del Pacífico, el 19.31% eran de otras razas y el 2.5% pertenecían a dos o más razas. Del total de la población el 23.97% eran hispanos o latinos de cualquier raza.